# Café de Flore

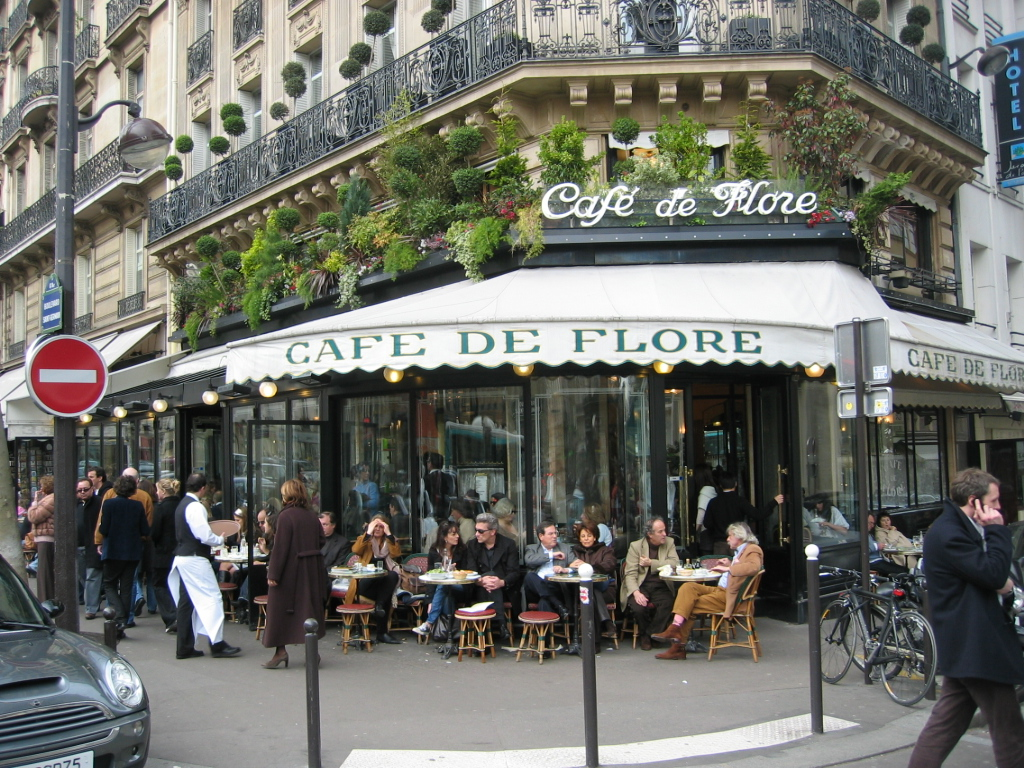
Terasa cafenelei

Café de Flore este o cafenea din cartierul parizian Saint-Germain-des-Prés, în al VI-lea arondisment, situată la intersecția boulevard Saint-Germain cu rue Saint-Benoît. 

## Istorie
Café de Flore și-a făcut apariția la începutul celei de-A Treia Republici Franceze, fără îndoială în 1887. Își datorează numele unei sculpturi a micii divinități, Flora,  care se ridica pe partea cealaltă a bulevardului. La sfârșitul secolului al XIX-lea, Charles Maurras, instalat la primul etaj, și-a redactat cartea Au signe de Flore. Tot la acest etaj, la Revue d'Action française a văzut lumina zilei, în 1899. 
Prin 1913, un vecin, Guillaume Apollinaire a investit aici. A transformat parterul în sală de redacție, împreună cu prietenul său André Salmon. Mai târziu, revista Les soirées de Paris a fost creată aici. Apollinaire avea tabieturile sale, aranja întâlnirile la ore fixe. În 1917, terasa Florei îl vede în mari discuții cu André Breton și cu Louis Aragon. Rezultatul: cuvântul suprerealist a fost creat, iar mișcarea dadaistă a fost întărită.  
Numeroși intelectuali, ca Jean-Paul Sartre și Simone de Beauvoir, aveau obiceiul să frecventeze localul.
Din 1994, în fiecare an, în septembrie, juriul Prix de Flore, recompensează aici un tânăr autor cu talent promițător.